# Cyanopepla hurama
Cyanopepla hurama is een beervlinder uit de familie van de spinneruilen (Erebidae). De wetenschappelijke naam van de soort is voor het eerst geldig gepubliceerd in 1876 door Butler.
De vlinders zijn ook overdag actief en vliegen op verschillende bloemen. Waarneming op 5 augustus 2015: vrouwtje vliegt laag over een grasveldje in een plantsoen en landt tussen de grassprieten. Begint met het afzetten van eitjes in nette rijtjes. 
Voedsel rupsen: verschillende grassoorten.
Cocon: eirond, geheel bekleed met haren van de rups.
Paring: na enkele dagen.
Ei-afzet in gevangenschap: op grassen, dicht bij de grond tussen de grassprieten. In nette rijtjes 
Rups: behaard, overwegend gele haren die snel loslaten bij aanraking. De rupsen lopen veel rond.
Vlinder: bezoekt allerlei bloemen. Leeft in gevangenschap ongeveer 4 weken.

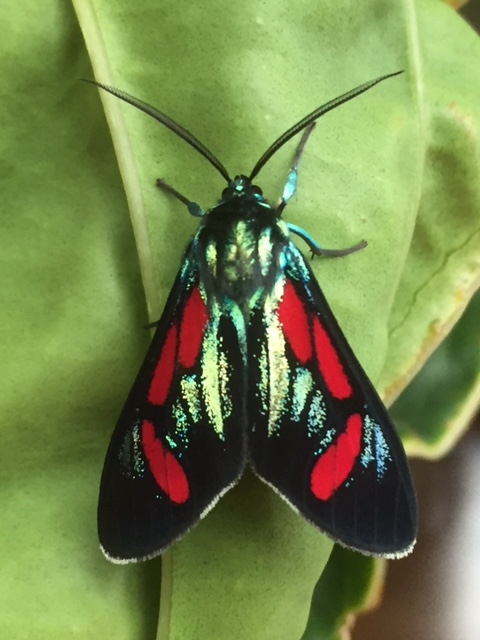
Nakomeling van vrouwtje dat gevonden is in Machu Picchu, 4 Augustus 2015

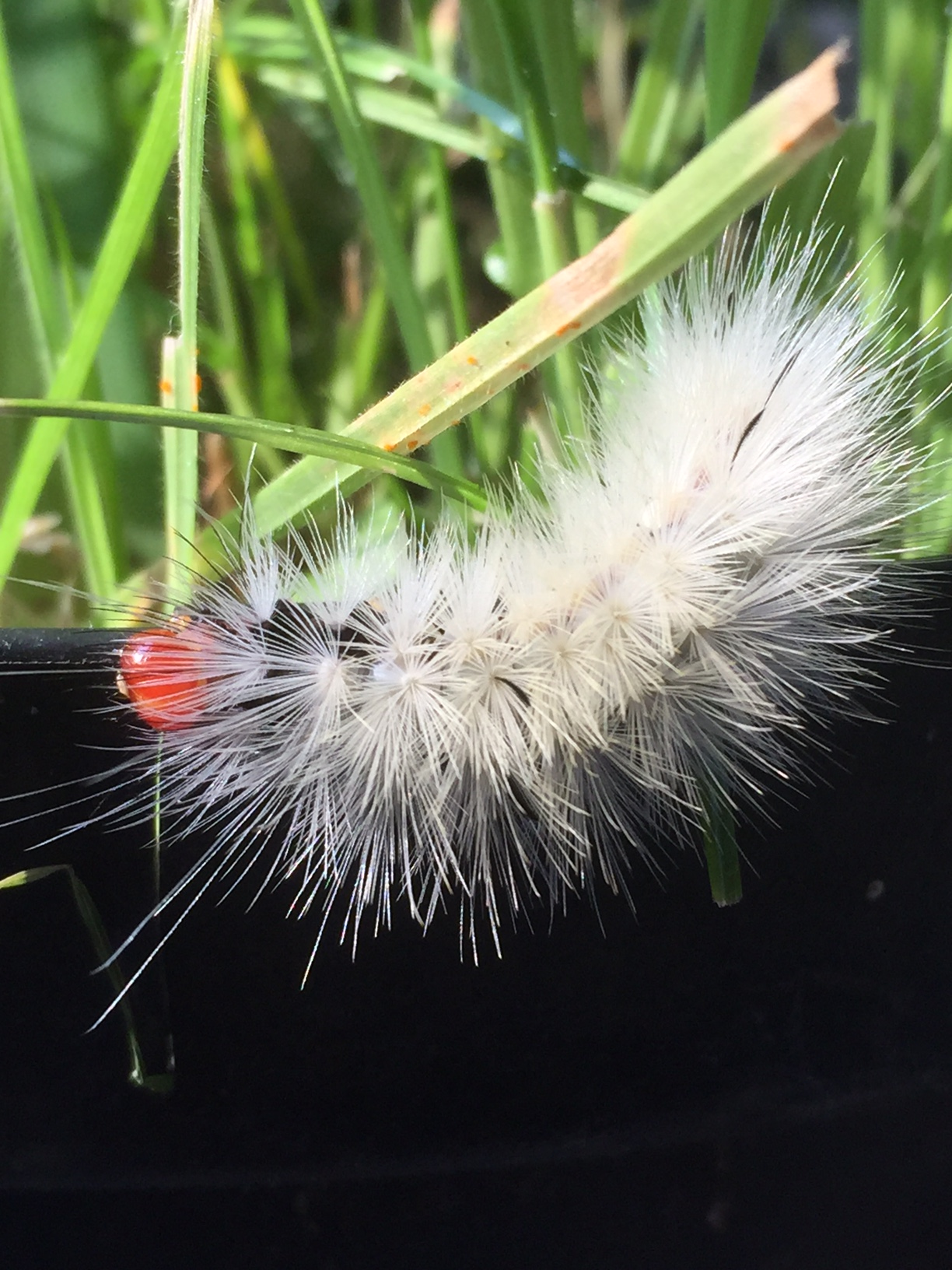
Cyanopepla hurama rups, nakomeling exemplaar van Machu Picchu, 2015

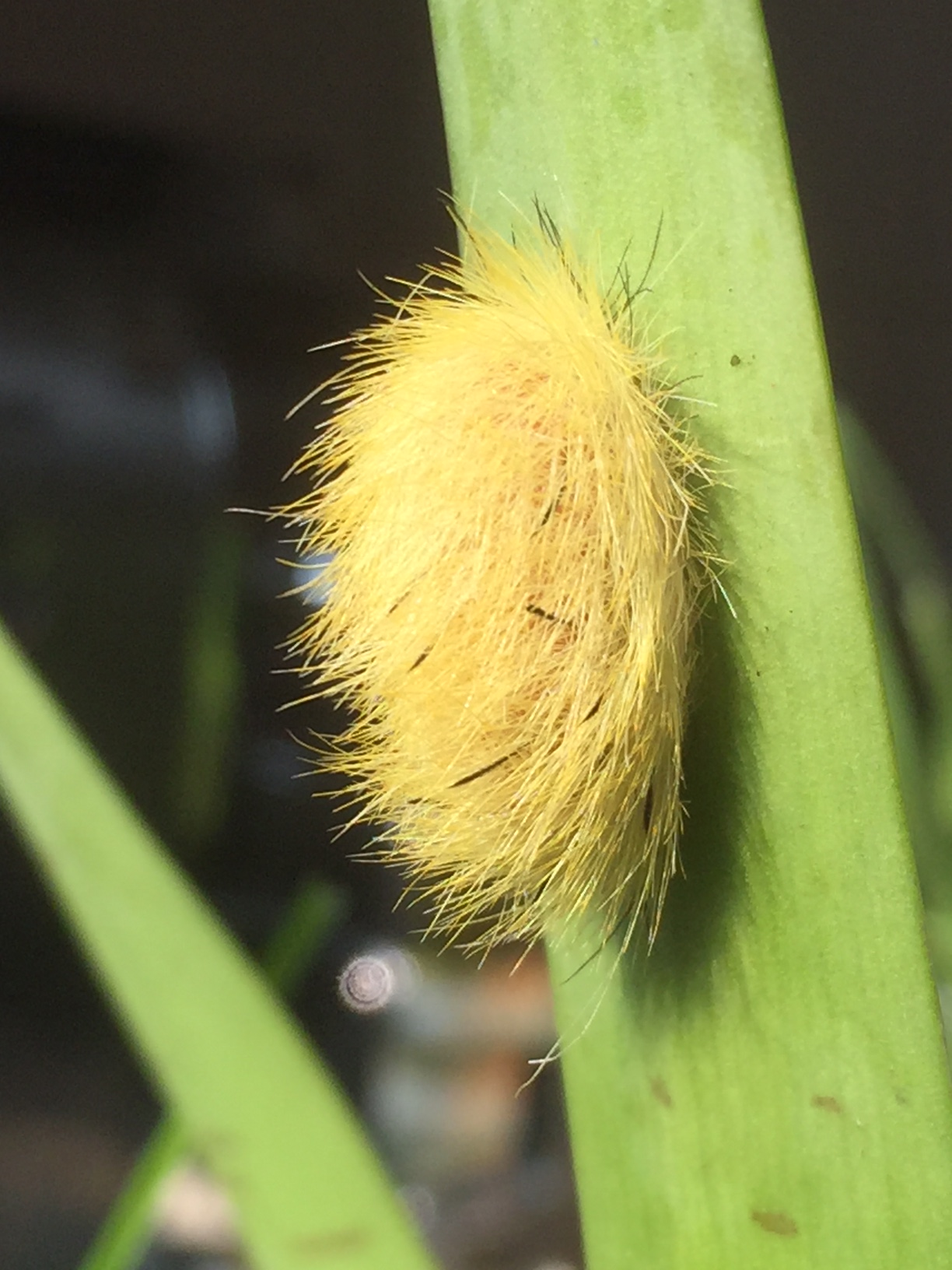
Cyanopepla hurama, cocon, 2015

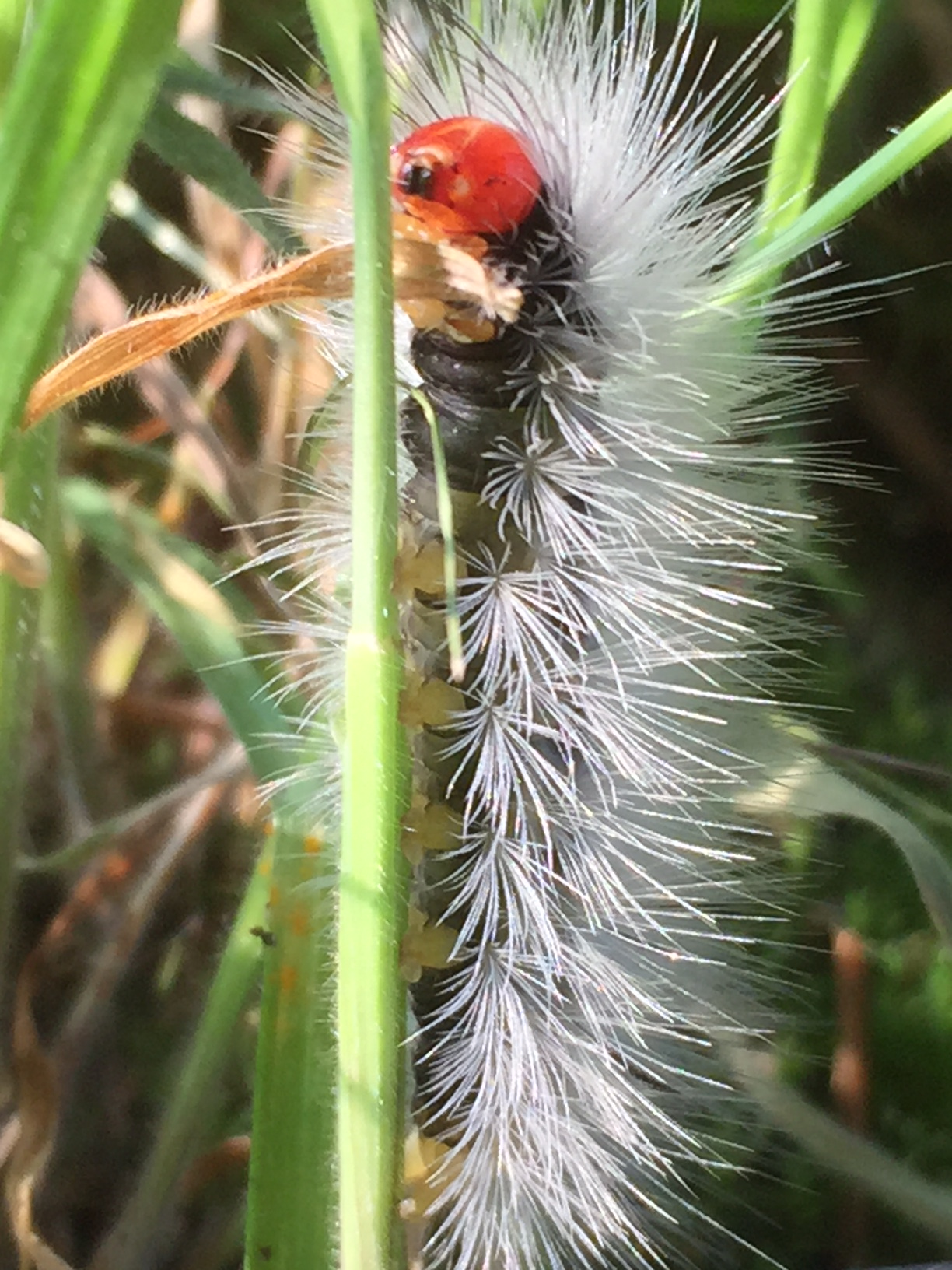
Cyanopepla hurama, ruos close-up, 2015